# Suraj Sharma
Suraj Sharma (Újdelhi, 1993. március 21. –) indiai színész.
Színészként a 2012-es Pi élete című filmben debütált, mellyel kivívta a kritikusok elismerését, valamint egy BAFTA Rising Star Award-jelölést is kapott. 2014-ben ő alakította Aayan Ibrahimot a Showtime Homeland – A belső ellenség című sorozatának 4. évadjában. 2018 és 2020 között Rakesh Singh szerepét játszotta a CBS Isten belájkolt című vígjáték-drámasorozatában.

## Élete és pályafutása
1993. március 21-én született. Malayali családban nevelkedett Új-Delhiben. Édesapja, Gokul Churai szoftvermérnök a malabari Thalasseryben, valamint profi sakkozó. Édesanyja, Shailaja Sharma közgazdász a keralai Palakkadban. Van egy öccse, Sriharsh Sharma, aki már két filmben is szerepelt, valamint egy húga, Dhruvatara Sharma. 
A Sardar Patel Vidyalaya középiskolába járt, majd a Delhi Egyetemen, a St. Stephen's College-ban tanult.

## Filmográfia

### Film
| Év   | Magyar cím                | Eredeti cím          | Szerep         | Magyar hang  |
| ---- | ------------------------- | -------------------- | -------------- | ------------ |
| 2012 | Pi élete                  | Life of Pi           | Pi Patel       | Fehér Tibor  |
| 2014 | Az egymillió dolláros kéz | Million Dollar Arm   | Rinku Singh    | Czető Roland |
| 2015 |                           | Umrika               | Older Ramakant |              |
| 2016 | Útkeresők                 | Burn Your Maps       | Ismail         |              |
| 2017 |                           | Phillauri            | Kanan Gill     |              |
| 2017 |                           | The Hungry           | Ankur Joshi    |              |
| 2017 |                           | The Lost (rövidfilm) | Dev Mukherjee  |              |
| 2019 | Boldog halálnapot! 2.     | Happy Death Day 2U   | Samar Ghosh    | Gacsal Ádám  |
| 2019 | Killerman                 | Killerman            | FedEx          |              |
| 2019 |                           | The Illegal          | Hassan         |              |
| 2022 | Esküvők ideje             | Wedding Season       | Ravi           | Jakab Márk   |
| 2023 |                           | Gulmohar             | Aditya         |              |

### Televízió
| Év        | Magyar cím                  | Eredeti cím           | Szerep                | Megjegyzések     |
| --------- | --------------------------- | --------------------- | --------------------- | ---------------- |
| 2014–2015 | Homeland – A belső ellenség | Homeland              | Aayan Ibrahim         | 7 epizód         |
| 2018–2020 | Isten belájkolt             | God Friended Me       | Rakesh Singh          | állandó szereplő |
| 2020      |                             | Little America        | Kabir                 | 1 epizód         |
| 2022–     | Így jártam apátokkal        | How I Met Your Father | Sid                   | főszereplő       |
| 2022      |                             | Pantheon              | informatikus (hangja) | 1 epizód         |
| 2023      | Star Wars: Látomások        | Star Wars: Visions    | Charuk (hangja)       | 1 epizód         |

## Fordítás
- Ez a szócikk részben vagy egészben  a   Suraj Sharma című angol Wikipédia-szócikk ezen változatának fordításán alapul.  Az eredeti cikk szerkesztőit annak laptörténete sorolja fel. Ez a jelzés csupán a megfogalmazás eredetét és a szerzői jogokat jelzi, nem szolgál a cikkben szereplő információk forrásmegjelöléseként.